# Veleposlanik
Veleposlanik ali ambasador je najvišji diplomatski predstavnik neke države v drugi državi, ki vodi veleposlaništvo. Ambasadorje imenuje predsednik republike. 

## Slovenska veleposlaništva
Slovenija ima veleposlanike v naslednjih državah:
Albanija,
Andora,
Avstrija,
Belgija,
Belorusija,
Bolgarija,
Bosna in Hercegovina,
Ciper,
Češka,
Črna gora
Danska,
Estonija,
Finska,
Francija,
Grčija,
Hrvaška,
Irska,
Islandija,
Italija,
Izrael,
Japonska,
Ljudska republika Kitajska,
Kosovo,
Latvija,
Lihtenštajn,
Litva,
Luksemburg,
Madžarska,
Makedonija,
Malta,
Moldavija,
Monako,
Nemčija,
Nizozemska,
Norveška,
Poljska,
Portugalska,
Romunija,
Ruska federacija,
San Marino,
Slovaška,
Srbija,
Turčija,
Španija,
Švedska,
Švica,
Ukrajina,
Vatikan (Sveti sedež) in
Združeno kraljestvo.
V državah kjer nimamo svojega veleposlaništva naše interese zastopa kakšna prijateljska država, predvsem države članice EU (po navadi Avstrija).